# Відбиток марки

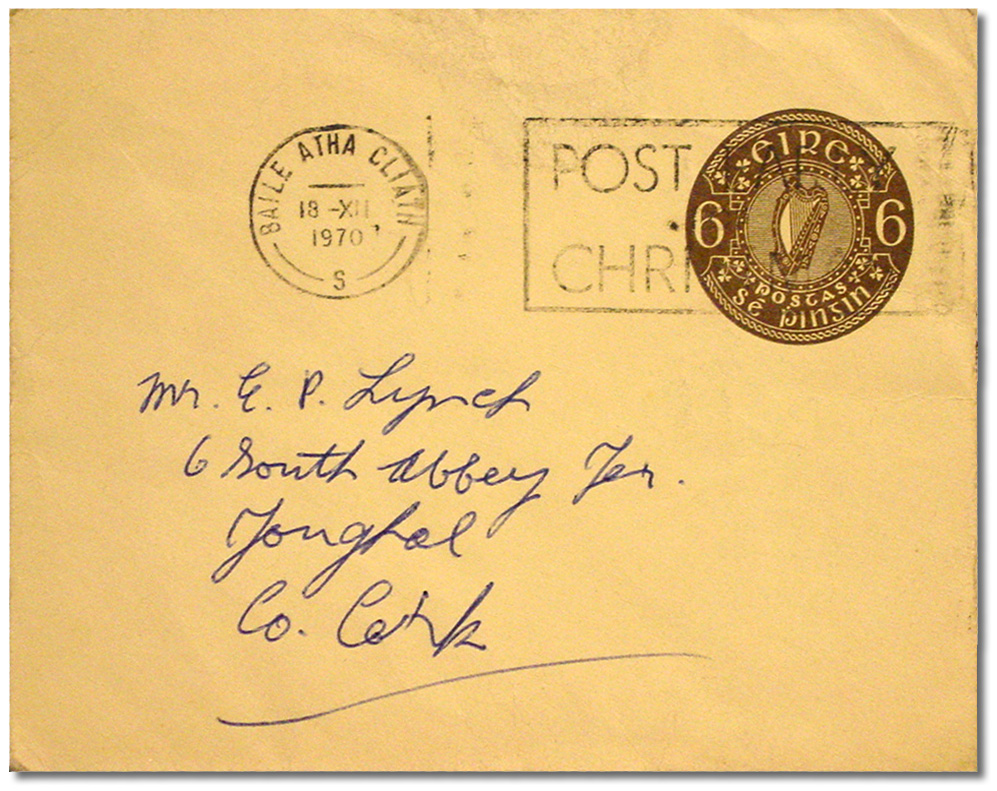
Відбиток марка на ірландському попередньо оплаченому конверті, використаний у 1970 році.

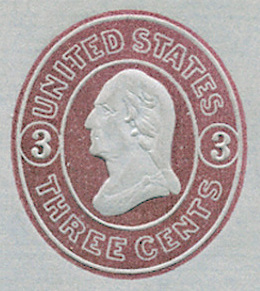
Приклад тисненої поштової марки, яка називається індиціумом, на листі США 1861 року. Зверніть увагу на підняті частини.

У філателії відбиток марки або друкована марка — це марка, надрукована на поштовому канцелярському приладді, такому як маркований конверт, поштова картка, аркуш листа, перфолист, аерограма або бандероль. Друк може бути рівним на поверхні паперу або рельєфним тисненням. Друкована марка також відома як неадгезивна марка або знак поштової оплати.
У вартість канцелярського товару входить виготовлення товару та оплата поштових послуг. Дизайн друкованих марок часто дуже схожий на звичайні клейкі марки тієї ж країни та епохи. Це може бути стандартна або пам'ятна марка.

## Колекціонування

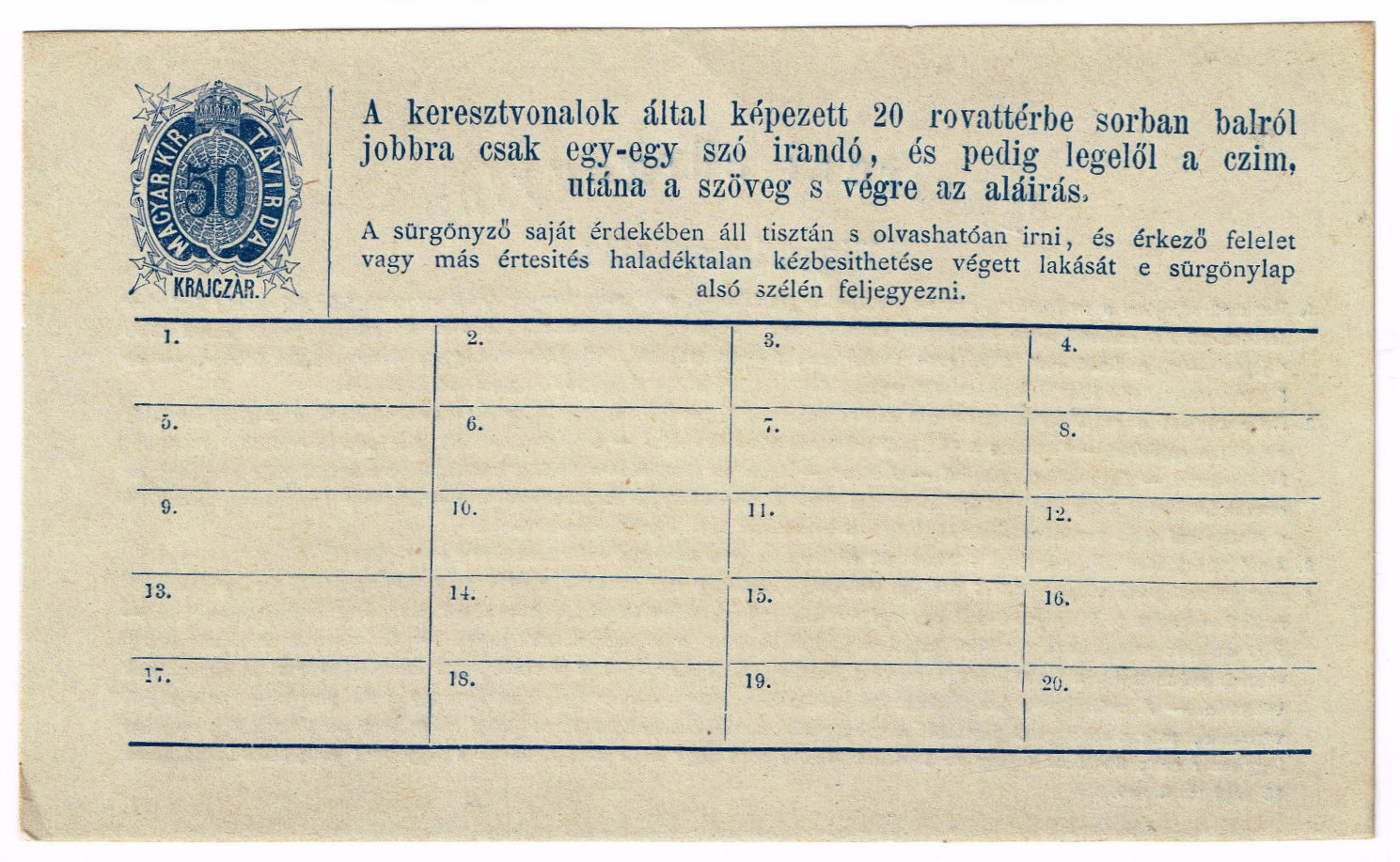
Угорська форма телеграми з тисненою маркою з кінця ХІХ століття.

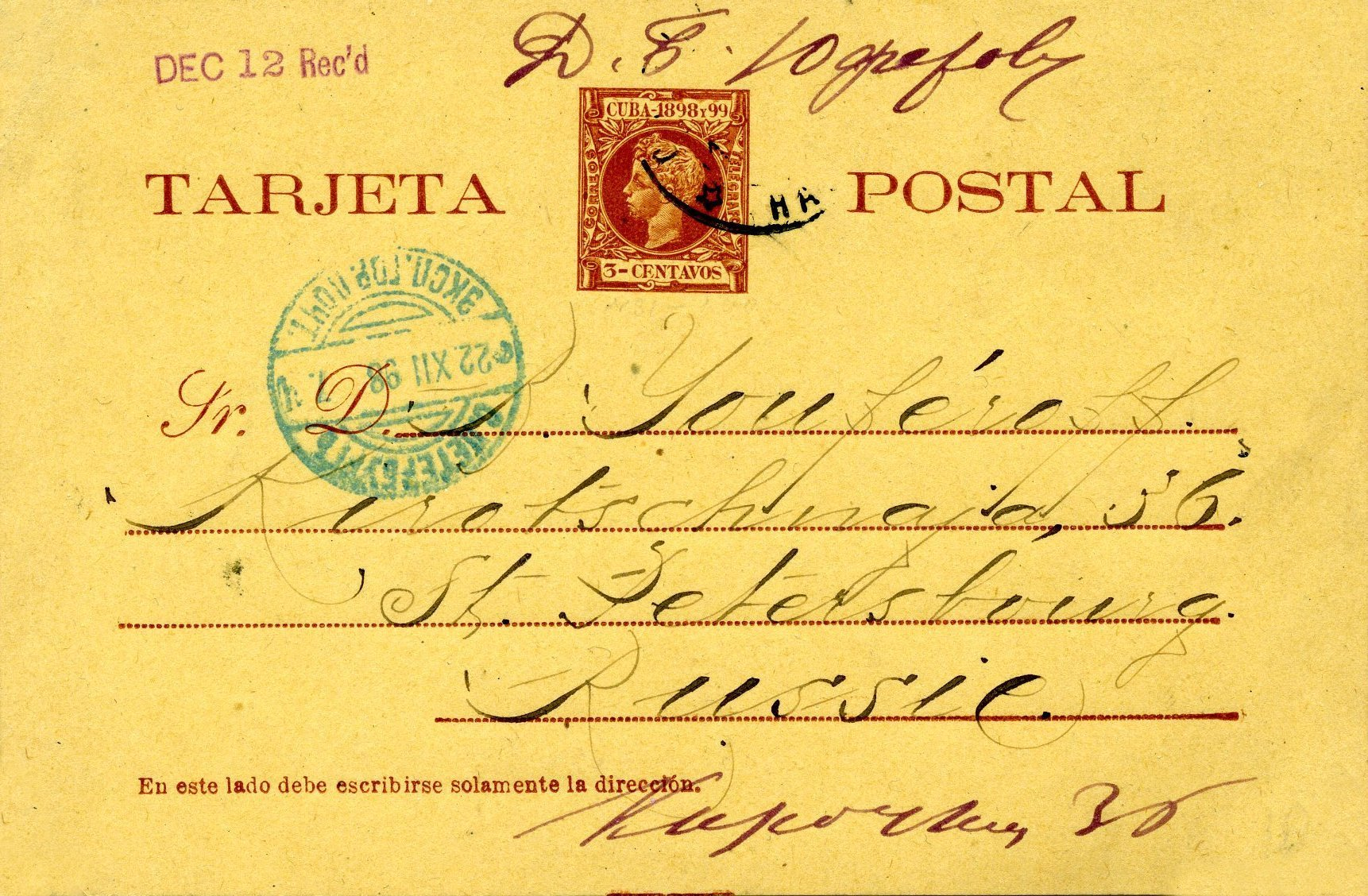
Відбиток марки на поштовій картці Куби 1898 року.

На початку розвитку філателії було прийнято вирізати друковану марку з решти предмета та залишати лише марку. Це відомо як витинанка. У Великій Британії це відоме як cut-out. Якщо друковану марку потім обрізати по краях, вона стане відома як вирізання за формою. Це повний кут, якщо він містить повний кут конверта з прикріпленими бічними та зворотними клапанами. Сьогодні колекціонери вважають за краще зберігати поштові канцелярські товари недоторканими, оскільки розрізання знищує поштову історію, ніж на конверті з марками, штемпель і будь-які знаки отримання.

## Використання

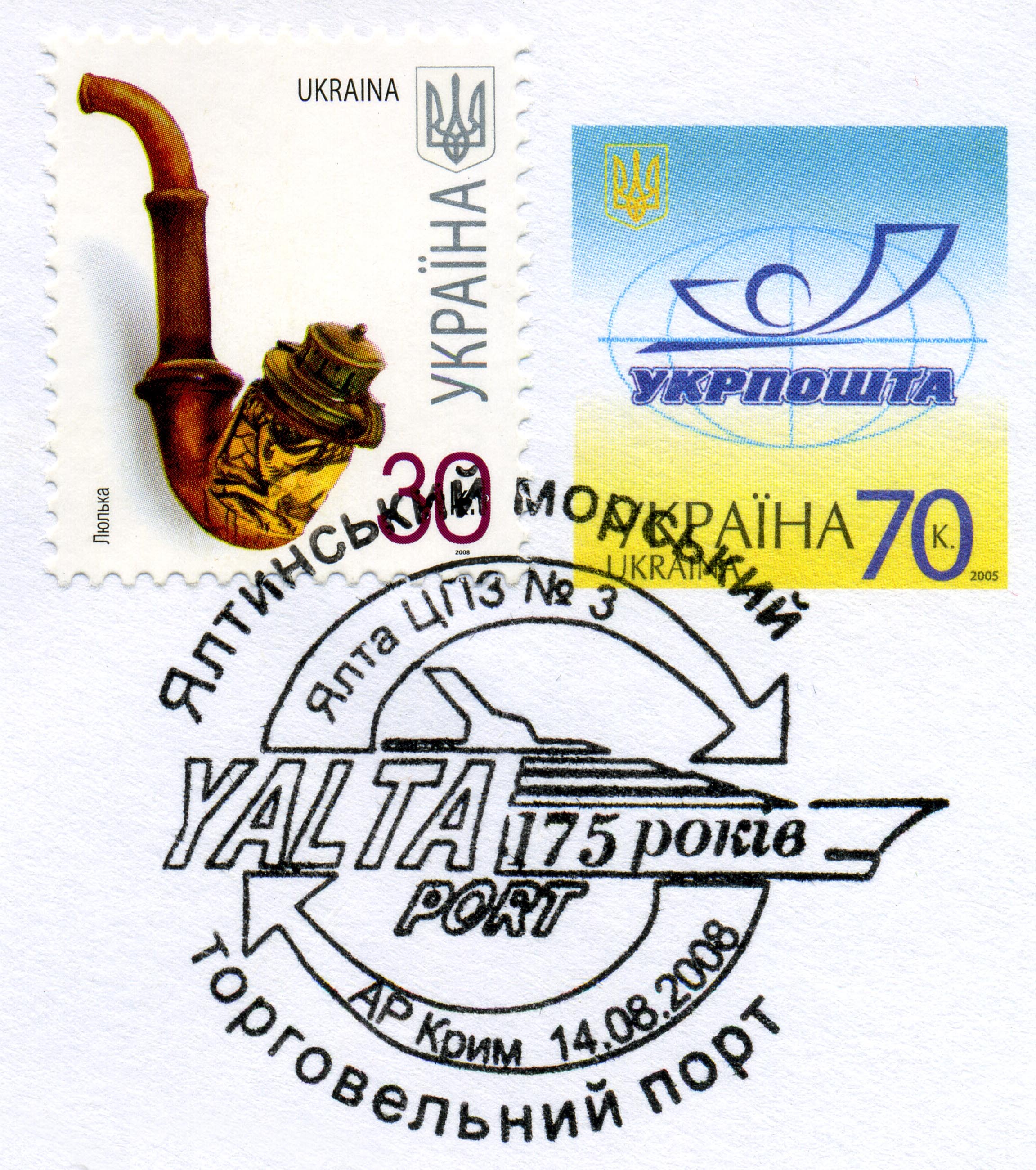
Сполучне використання марок

Деякі країни дозволяли використовувати вирізану марку для оплати поштових витрат на інше відправлення. Це також відоме як витинанка.
Елементи поштового канцелярського приладдя з тисненою маркою іноді зустрічаються з клейовими марками, доданими для оплати додаткових послуг, таких як авіапошта, реєстрація або часткове транспортування пошти місцевою поштовою службою. Такі цілі речі відомі як кон'юнктивні речі, а таке використання відоме як сполучне використання. Розміщення клейкої марки на додаток до відбитку марки для оплати вищого поштового тарифу називається «підвищеним». Цей термін також застосовується, коли на друковану або тиснену марку наноситься накладка або ручне штампування для збільшення номінальної вартості.